# Liste der Kulturgüter in Dagmersellen
Die Liste der Kulturgüter in Dagmersellen enthält alle Objekte in der Gemeinde Dagmersellen im Kanton Luzern, die gemäss der Haager Konvention zum Schutz von Kulturgut bei bewaffneten Konflikten, dem Bundesgesetz vom 20. Juni 2014 über den Schutz der Kulturgüter bei bewaffneten Konflikten sowie der Verordnung vom 29. Oktober 2014 über den Schutz der Kulturgüter bei bewaffneten Konflikten unter Schutz stehen.
Objekte der Kategorien A und B sind vollständig in der Liste enthalten, Objekte der Kategorie C fehlen zurzeit (Stand: 1. Januar 2023). Unter übrige Baudenkmäler sind zusätzliche Objekte zu finden, die im kantonalen Denkmalverzeichnis verzeichnet und nicht bereits in der Liste der Kulturgüter enthalten sind.

## Kulturgüter
| Foto | | Objekt | Kat. | Typ | Standort                           | Beschreibung                                                                         |
| ---- | --- | --- | ---- | --- | ---------------------------------- | ------------------------------------------------------------------------------------ |
| BW   | Datei hochladen · Wikidata zu Chammeren, römischer Gutshof (Q29785535)                                                                                   | Chammeren, römischer Gutshof KGS-Nr.: 03646                                                                                | A    | F   | Buchs, Chammeren 646100 / 228450   |                                                                                      |
| ja   | Datei hochladen · Wikidata zu Pfarrhaus der katholischen Kirche St. Laurentius (Q29785537)                                                               | Pfarrhaus der katholischen Kirche St. Laurentius KGS-Nr.: 03652                                                            | B    | G   | Kirchstrasse 3 641744 / 229351     |                                                                                      |
| ja   | Datei hochladen · Wikidata zu Katholische Kirche St. Laurentius (Q29785536)                                                                              | Katholische Kirche St. Laurentius KGS-Nr.: 16149                                                                           | B    | G   | Kirchstrasse 5 641803 / 229379     |                                                                                      |
| BW   | Datei hochladen · Wikidata zu Grundwald, hallstattzeitliche Nekropole (Q110730647)                                                                       | Grundwald, hallstattzeitliche Nekropole KGS-Nr.: 17083                                                                     | B    | F   | Grundwald 645606 / 226747          |                                                                                      |
| BW   | Datei hochladen · Wikidata zu Fuchshalden / Rumi in Dagmersellen, römischer Gutshof (Q110730551)                                                         | Fuchshalden / Rumi, römischer Gutshof KGS-Nr.: 17124                                                                       | B    | F   | Fuchshalde 639620 / 229179         | Objekt liegt auf dem Gemeindegebiet von Dagmersellen und Altishofen (KGS-Nr. 17123). |
| BW   | Datei hochladen · Wikidata zu Lerchensand, römischer Gutshof (Q110730751)                                                                                | Lerchensand, römischer Gutshof KGS-Nr.: 17132                                                                              | B    | F   | Lerchensand 642049 / 230629        |                                                                                      |
| BW   | Datei hochladen · Wikidata zu Buchs - St. Andreas, frühmittelalterliche Gräber - mittelalterliche Burgstelle - spätmittelalterliche Kapelle (Q110730891) | Buchs / St. Andreas, frühmittelalterliche Gräber, mittelalterliche Burgstelle, spätmittelalterliche Kapelle KGS-Nr.: 17133 | B    | F   | Buchs, Dorfstrasse 645050 / 227930 |                                                                                      |

## Übrige Baudenkmäler
| ID  | Foto |                                                                                     | Objekt                                    | Typ | Standort                               | Beschreibung |
| --- | ---- | ----------------------------------------------------------------------------------- | ----------------------------------------- | --- | -------------------------------------- | ------------ |
| 40  | ja   | Datei hochladen · Wikidata zu Kapelle St. Andreas (Q55382512)                       | Kapelle St. Andreas                       | G   | Buchs, Dorfstrasse 29 645045 / 227927  |              |
| 86  | ja   | Datei hochladen · Wikidata zu Katholische Kirche St. Jakobus der Ältere (Q55415425) | Katholische Kirche St. Jakobus der Ältere | G   | Uffikon, Cheleweg 2.2 643890 / 229089  |              |
| 183 | ja   | Datei hochladen · Wikidata zu Kornspeicher im Dorf (Q119537877)                     | Kornspeicher im Dorf                      | G   | Uffikon, Talacher 15.1 644088 / 229254 |              |

Legende: Siehe Legende der Liste der Kulturgüter von nationaler und regionaler Bedeutung. Anstelle der KGS-Nummer wird als Objekt-Identifikator (ID) die Gebäudenummer im kantonalen Denkmalverzeichnis verwendet.